# Тирч вохристоволий
Тирч вохристоволий (Cichladusa arquata) — вид горобцеподібних птахів родини мухоловкових (Muscicapidae). Мешкає в Центральній і Східній Африці.

## Поширення і екологія
Вохристоволі тирчі поширені від південно-східної Кенії, Руанди і центральних районів ДР Конго до південного Мозамбіку і північних районів ПАР. Вони живуть в сухих тропічних лісах і чагарникових заростях, в саванах, садах і на плантаціях.